# Carex cretica
Carex cretica är en halvgräsart som beskrevs av Gradst. och Johannes Hendrikus Kern. Carex cretica ingår i släktet starrar, och familjen halvgräs. IUCN kategoriserar arten globalt som nära hotad. Inga underarter finns listade i Catalogue of Life.